# Хьюстон (тауншип, Миннесота)
Хьюстон (англ. Houston) — тауншип в округе Хьюстон, Миннесота, США. На 2000 год его население составило 438 человек.

## География
По данным Бюро переписи населения США площадь тауншипа составляет 86,9 км², из которых 86,2 км² занимает суша, а 0,7 км² — вода (0,81 %).

## Демография
По данным переписи населения 2000 года здесь находились 438 человек, 162 домохозяйства и 127 семей.  Плотность населения —  5,1 чел./км².  На территории тауншипа расположено 177 построек со средней плотностью 2,1 построек на один квадратный километр. Расовый состав населения: 98,17 % белых, 1,14% коренных американцев, 0,23 % c Тихоокеанских островов и 0,46 % приходится на две или более других рас. Испанцы или латиноамериканцы любой расы составляли 0,23 % от популяции тауншипа.
Из 162 домохозяйств в 40,1 % воспитывались дети до 18 лет, в 69,8 % проживали супружеские пары, в 4,3 % проживали незамужние женщины и в 21,6 % домохозяйств проживали несемейные люди. 16,0 % домохозяйств состояли из одного человека, при том 5,6 % из — одиноких пожилых людей старше 65 лет. Средний размер домохозяйства — 2,70, а семьи — 3,01 человека.
28,1 % населения — младше 18 лет, 6,6 % — в возрасте от 18 до 24 лет, 28,3 % — от 25 до 44, 25,1 % — от 45 до 64, и 11,9 % — старше 65 лет. Средний возраст — 39 лет. На каждые 100 женщин приходилось 99,1 мужчин.  На каждые 100 женщин старше 18 приходилось 103,2 мужчин.
Средний годовой доход домохозяйства составлял 42 000 долларов, а средний годовой доход семьи —  48 594 доллара. Средний доход мужчин —  27 500  долларов, в то время как у женщин — 21 250. Доход на душу населения составил 18 933 доллара. За чертой бедности находились 7,4 % семей и 7,3 % всего населения тауншипа, из которых 6,8% младше 18 лет.